# Mullen BE

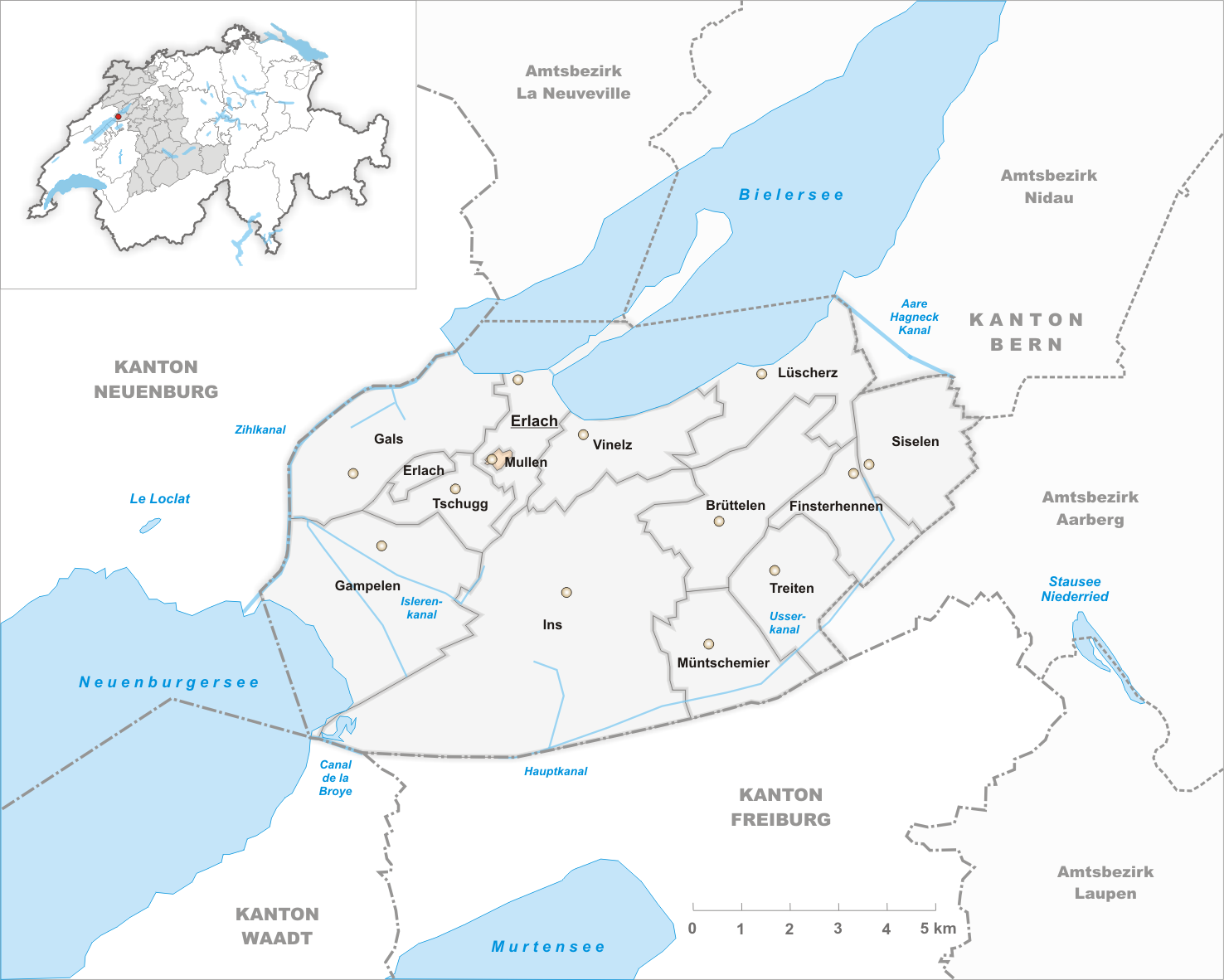
Gemeindestand vor der Fusion am 1. Januar 1946

Mullen ist eine Ortschaft der Gemeinde Tschugg im Verwaltungskreis Seeland des Kantons Bern in der Schweiz. Am 1. Januar 1946 wurde die ehemalige Gemeinde zur Gemeinde Tschugg fusioniert.